# أوليه كودريك
أوليه كودريك (بالأوكرانية: Кудрик Олег Теодозійович)‏ (17 أكتوبر 1996 بلفيف في أوكرانيا - ) هو لاعب كرة قدم أوكراني في مركز حراسة المرمى.

## روابط خارجية
- أوليه كودريك على موقع الاتحاد الأوربي (الإنجليزية)
- أوليه كودريك على موقع اتحاد أوكرانيا (الإنجليزية)
- أوليه كودريك على موقع قاعدة بيانات كرة القدم.إي يو (الإنجليزية)
- أوليه كودريك على موقع Soccerway.com (الإنجليزية)
- أوليه كودريك على موقع عالم كرة القدم.نت (الإنجليزية)
- أوليه كودريك على موقع AS.com (الإسبانية)